# Gornji Davidovići
Gornji Davidovići naseljeno su mjesto u općini Bileća, Republika Srpska, Bosna i Hercegovina.

## Stanovništvo

### Popisi 1971. – 1991.
| Gornji Davidovići |              |              |               |
| godina popisa     | 1991.        | 1981.        | 1971.         |
| Srbi              | 23 (85,19 %) | 41 (97,62 %) | 105 (100,0 %) |
| Jugoslaveni       | 4 (14,81 %)  | 0            | 0             |
| ostali            | 0            | 1 (2,381 %)  | 0             |
| ukupno            | 27           | 42           | 105           |

### Popis 2013.
| Gornji Davidovići |              |
| godina popisa     | 2013.        |
| Srbi              | 18 (100,0 %) |
| ukupno            | 18           |

## Vanjske poveznice
- Službene mrežne stranice općine Bileća